# Европейский маршрут E125
Европейский маршрут E125 — автомобильный европейский автомобильный маршрут категории А, проходящий с севера на юг через Россию, Казахстан и Киргизию и соединяющий города Ишим, Астану и Бишкек.

## Маршрут
- Россия
  - E 22 E 30 Ишим
- Казахстан
  - E 019 Петропавловск
  - Кокшетау
  - Щучинск
  - E 016 Астана
  - E 018 Караганда
  - Балхаш
  - Бурубайтал
  - E 40 E 012 Алма-Ата
- Кыргызстан
  - E 40 Бишкек
  - Нарын
  - Торугарт[1][3] (граница с КНР)

На участке длиной 217 км между Астаной и Щучинском является платной автомагистралью. Для легковых автомобилей - 1 тенге/км, до 29 тенге за километр для грузовых автомобилей .
Разрешённая скорость движения составляет 140 км/ч.

## Дорожное покрытие
Качество дорожного покрытия: 
- Астана – Щучинск дорога 1 категории шестиполосная с разделителем.[6]

## История
Реконструкция автодороги Астана – Щучинск началось в 2006г. и длилась 3 года, введена дорога в эксплуатацию в 2009 году.
Платный проезд за проезд на участке Астана – Щучинск был введен в 2013 году..
2013-2016гг. начата реконструкция дороги Астана - Темиртау и Алматы – Капшагай. В 2017-2018 гг. реконструкция дороги Темиртау-Караганда.
В 2017г. завершилась реконструкция участка Кокшетау — Петропавловск 
Во втором квартале 2018г участки Астана – Темиртау, Алматы – Капшагай станут платными
С 2018 года планируется начать участок Балхаш-Бурылбайтал (297 км) за счет Всемирного банка и Курты-Капшагай (67 км), Караганда-Балхаш (364 км) в 2019 году.